# Mate Couro
Mate Couro é uma empresa brasileira fabricante de bebidas não alcoólicas.

## História
Fundada em 1947, produz um refrigerante que mistura as ervas mate e chapéu-de-couro com a semente de guaraná. A indústria Mate Couro S/A está situada em Belo Horizonte, no estado brasileiro de Minas Gerais.

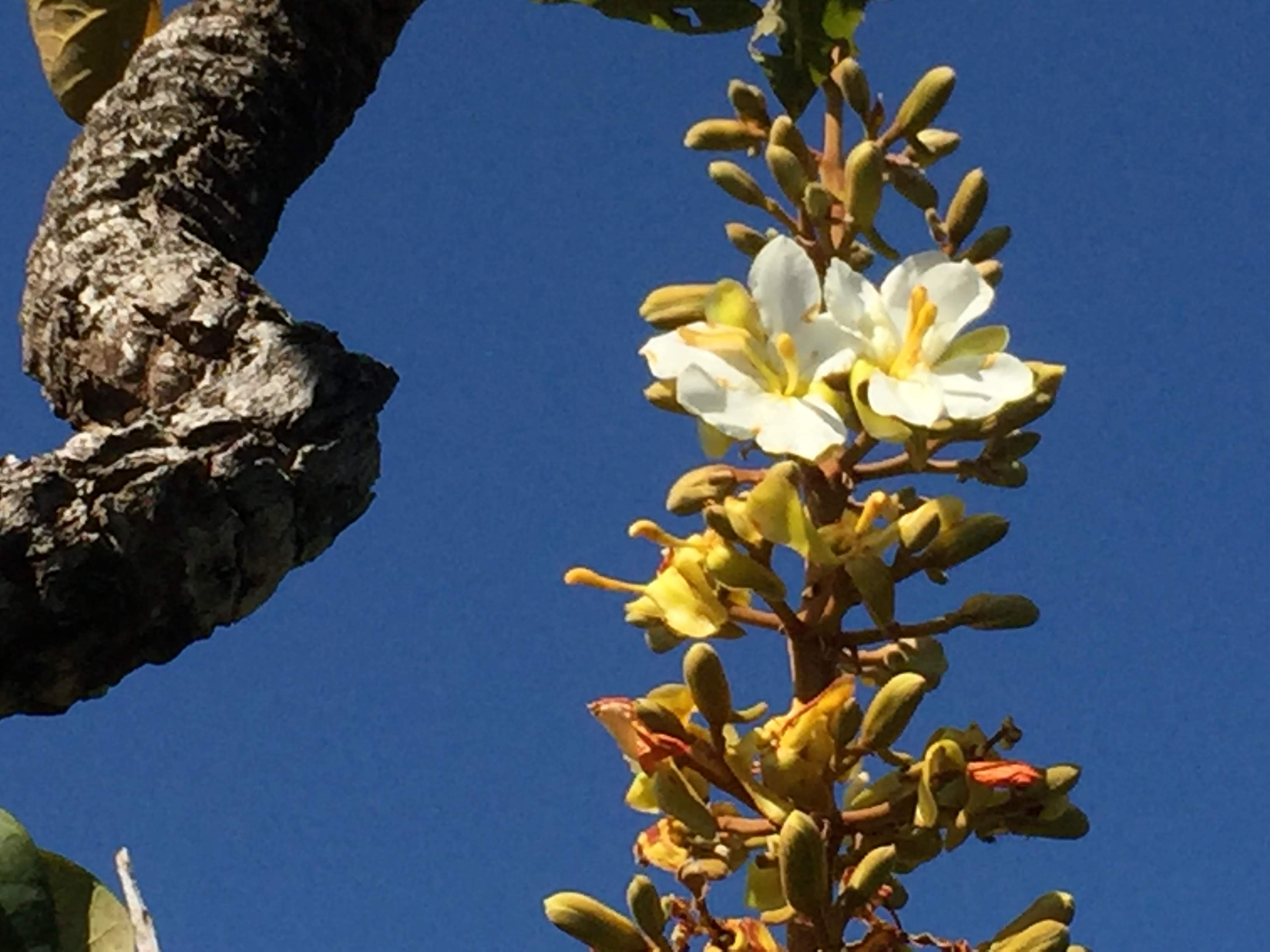
O extrato da planta chapéu-de-couro é um dos ingredientes do Mate Couro

A empresa produz diversos sabores de refrigerantes, entre eles Mate Couro Guaraná, Mate Couro Limão, Mate Couro Laranja e Mate Couro Uva, além do Mate Couro Limão de baixa caloria e o Mate Couro de Abacaxi 
Em parceria com a Royal Crown, a Mate Couro vem produzindo o mundialmente consumido refrigerante RC Cola desde Abril de 2008, porém somente produzindo para o mercado mineiro.

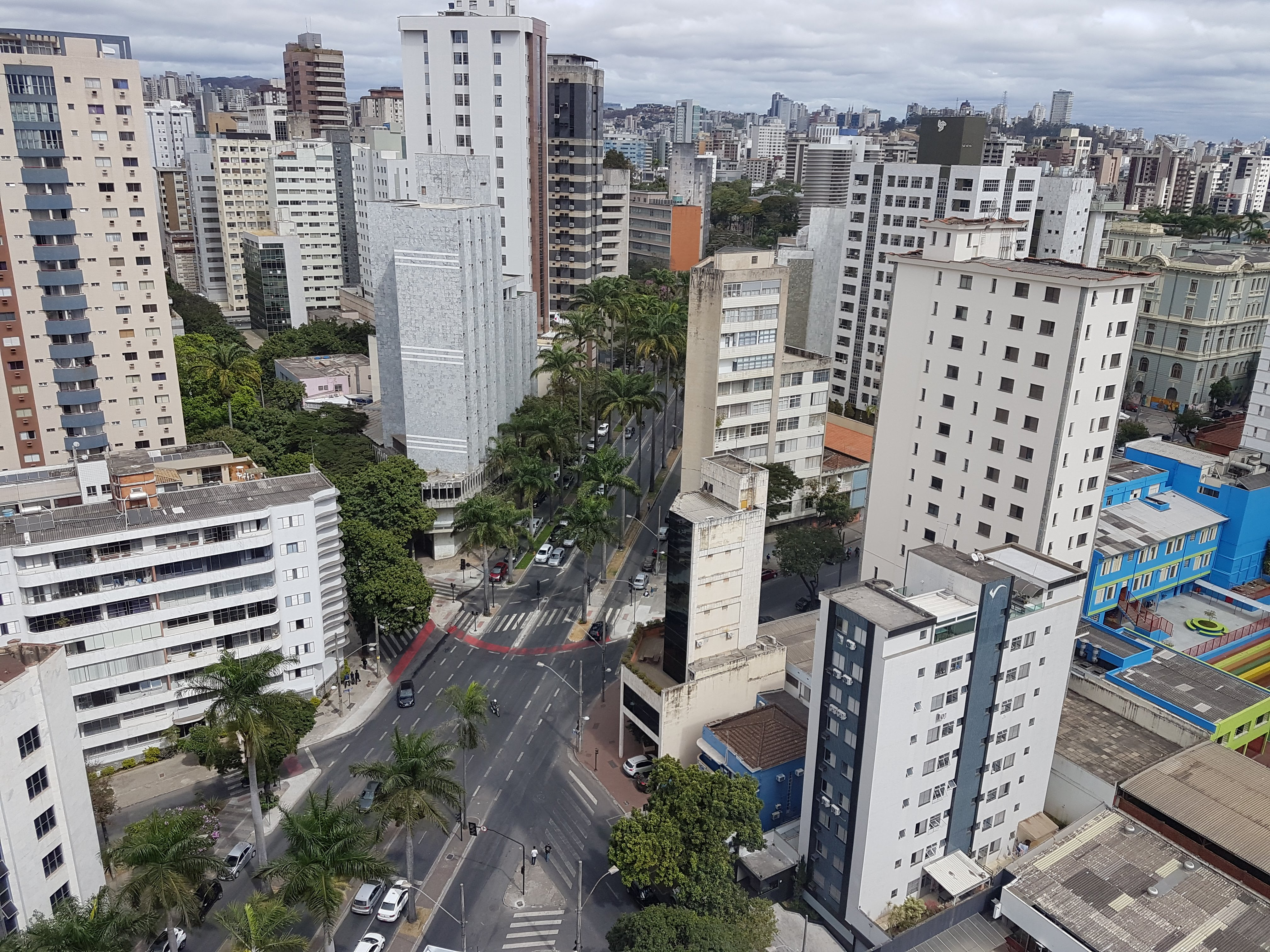
Vista de Belo Horizonte (MG): cidade onde a Mate-Couro S/A funciona